# Farnesol
El farnesol és un compost orgànic d'origen natural que es troba present en nombrosos olis essencials de plantes. Químicament és un hidrocarbur acíclic, classificat com a sesquiterpè alcohol. El Farnesol té quatre enantiòmers: E,E Farnesol, E,Z Farnesol, Z,E Farnesol i Z,Z Farnesol. A la natura, aquest compost té una funció comportamental per diversos insectes.

## Usos
Aquest compost és molt utilitzat en perfumeria, desodorants i és un dels 599 additius presents a les cigarretes. La seva olor es pot associar amb l'aroma de lila o peònia, per la qual cosa s'utilitza sovint en perfums amb aquestes notes.